# Kros-Moräne
Die Kros-Moräne ist eine 140 m hohe und halbmondförmige Moräne an der Budd-Küste des ostantarktischen Wilkeslands. Sie liegt rund 2 km östlich der Halbinsel Robinson Ridge.
Das Antarctic Names Committee of Australia benannte sie 1976 nach dem Geodäten Martin Kros (* 1950), der 1975 auf der Casey-Station überwintert hatte.